# Ropalidia deminutiva
Ropalidia deminutiva är en getingart som beskrevs av Evelyn Cheesman 1952.
Ropalidia deminutiva ingår i släktet Ropalidia och familjen getingar. Inga underarter finns listade i Catalogue of Life.